# Serguei Fiódorovitx Lébedev
|  | Aquest article tracta sobre el mestre d'escacs. Vegeu-ne altres significats a «Serguei Lébedev». |

Serguei Fiódorovitx Lébedev (en rus: Сергей Фёдорович Лебедев, nascut el gener de 1868, mort el desembre de 1942), fou un mestre d'escacs rus. Lébedev va viure a Sant Petersburg abans de la Primera Guerra Mundial, ciutat que durant i després de la guerra va canviar de nom a Petrograd i Leningrad.

## Resultats destacats en competició
Va ser 4t a Moscou el 1899 (1r Torneig de Mestres de totes les Rússies, guanyat per Mikhaïl Txigorin); va quedar 3r a Sant Petersburg el 1900, amb victòria conjunta de Txigorin i Aleksandr Levin; va ser 8è-10è a Moscou el 1900-1901 (2n Torneig de Mestres de totes les Rússies, guanyat per Txigorin), i va guanyar, juntament amb Grigory Helbach, i per davant d'Abkin i Emanuel Schiffers, a Sant Petersburg 1901, i va quedar 9è-10è al Torneig d'Escacs de Kíev de 1903 (3r Torneig de Mestres de totes les Rússies, nova victòria de Txigorin).
En altres torneigs a Sant Petersburg, va compartir el 2n lloc amb Semion Alapín, (darrere de Sergey von Freymann) el 1907, va guanyar el quadrangular celebrat el 1908, va quedar 7è-8è (Torneig Amateur de totes les Rússies, amb triomf d'Alexander Alekhine) el 1909, va obtenir la victòria, juntament amb Freymann i Grigori Löwenfisch el 1910, i va ser 15è en el 8è Torneig de Mestres de totes les Rússies, amb triomf conjunt d'Alekhine i Aron Nimzowitsch el 1913/14.
Després de la guerra, va ser 11è-13è a Petrograd el 1923 (2n Campionat d'escacs de l'URSS), amb victòria de Piotr Romanovski.

## Partides seleccionades
- Boris Yankovich - Serguei Lébedev. 2n Campionat de Mestres de Totes les Rússies. Moscou, 1901.

```
1.f4 e5 2.fxe5 d6 3.exd6 Axd6 4.Cf3 g5 5.e4 g4 6.Cg5 f5 7.d3 f4 8.Ch3 gxh3 9.Dh5+ Rf8 10.e5 De7 11.d4 Cc6 12.c3 Axe5 13.dxe5 Cxe5 14.gxh3 Cd3+ 15.Rd2 De3+ 16.Rc2 Dxc1+ 17.Rxd3 Ae6 18.Dc5+ Ce7 19.Dd4 Rf7 20.Ag2 Dxb2 21.Dxf4+ Re8 0-1
```

- V A Boyarkov - Serguei Lébedev. 2n Campionat de Mestres de Totes les Rússies. Moscou, 1901.

```
1.d4 d5 2.c4 Cc6 3.Cf3 e5 4.e3 exd4 5.exd4 Cf6 6.Cc3 Ab4 7.Ae2 Ce4 8.Ad2 Cxd2 9.Dxd2 Ae6 10.cxd5 Axd5 11.0-0-0 Ce7 12.Rb1 c6 13.Dc2 Da5 14.Cxd5 Cxd5 15.Ad3 0-0-0 16.Ce5 Dc7 17.Da4 Rb8 18.Tc1 f6 19.Cf3 Db6 20.Ra1 Cf4 21.Ac4 The8 22.a3 Af8 23.g3 Ce2 24.Axe2 Txe2 25.Tc2 Te4 26.h4 c5 27.dxc5 Dxb2+ 28.Rxb2 Txa4 29.Tc3 Ta5 30.Thc1 Td5 31.Ce1 Axc5 32.Rb3 Txa3+ 33.Rc4 Txc3+ 34.Txc3 Td1 35.Cd3 Ab6 36.f4 Tg1 37.Cc1 Aa5 38.Tc2 Txg3 39.Cb3 Ac7 40.Cc5 Axf4 41.Rd5 b6 42.Cd7+ Rb7 43.Cf8 Ae5 44.Cxh7 a5 45.Cf8 a4 46.Ce6 a3 47.Cd8+ Ra6 48.Cc6 Tc3 49.Tg2 Tc5+ 0-1
```

- Serguei Lébedev - Stefan Izbinsky. 3r Campionat de Mestres de Totes les Rússies. Kíev, 1903.

```
1.e4 c6 2.d4 d5 3.exd5 Dxd5 4.Cc3 Dd8 5.Dd3 Dc7 6.Cge2 Ag4 7.f3 Ah5 8.Af4 Db6 9.d5 Ag6 10.Dd2 Cd7 11.Ca4 Dd8 12.dxc6 bxc6 13.Cd4 Dc8 14.Da5 Cgf6 15.Aa6 1-0
```

- Serguei Lébedev - P P Benko. 3r Campionat de Mestres de Totes les Rússies. Kíev, 1903.

```
1.e4 c5 2.Cc3 Cc6 3.Cf3 g6 4.d4 cxd4 5.Cxd4 Ag7 6.Ae3 Cf6 7.Ae2 0-0 8.Dd2 d5 9.exd5 Cxd5 10.Cxd5 Dxd5 11.Af3 Dc4 12.b3 Db4 13.c3 Dd6 14.Td1 Cxd4 15.Axd4 Axd4 16.Dxd4 Dxd4 17.Txd4 Tb8 18.Re2 Ae6 19.Thd1 Tfc8 20.T1d3 Rg7 21.Ad5 Axd5 22.Txd5 Tc7 23.c4 b6 24.Td7 Tbc8 25.Rd2 Rf6 26.Rc3 a5 27.Txc7 Txc7 28.Td5 Tc6 29.Tb5 e5 30.c5 Rf5 31.Rc4 Txc5+ 32.Txc5 bxc5 33.Rxc5 Re4 34.a3 Rd3 35.b4 e4 36.bxa5 Re2 37.a6 Rxf2 38.a7 e3 39.a8D e2 40.Df3+ Re1 41.Rd4 1-0
```

- Serguei Lébedev - Peter Evtifeev. Torneig Amateur de totes les Rússies. Sant Petersburg, 1909.

```
1.d4 d6 2.e4 Cd7 3.Cf3 e6 4.Cc3 g6 5.Ae3 Ag7 6.Dd2 Cb6 7.Ad3 h5 8.Td1 Ch6 9.h3 a6 10.Ag5 Dd7 11.Ch4 Rf8 12.Ce2 Rg8 13.f3 De8 14.g4 f6 15.e5 fxg5 16.Cxg6 Cf7 17.Cxh8 Axh8 18.Ag6 Cxe5 19.Axe8 Cxf3+ 20.Rf2 Cxd2 21.Txd2 hxg4 22.hxg4 e5 23.Af7+ Rg7 24.dxe5 Cd7 25.e6 Cc5 26.Cd4 Axe6 27.Axe6 Ce4+ 28.Re3 Cxd2 29.Rxd2 c5 30.Cf5+ Rf6 31.Ad5 Re5 32.Axb7 1-0
```

- Gersz Rotlewi - Serguei Lébedev. Torneig Amateur de totes les Rússies. Sant Petersburg, 1909.

```
1.d4 d5 2.Cf3 e6 3.c4 c6 4.e3 Ad6 5.Cc3 Cd7 6.Ad3 f5 7.0-0 Ch6 8.De2 0-0 9.b3 Df6 10.Ab2 g5 11.Cd2 Tf7 12.f3 g4 13.e4 Axh2+ 14.Rh1 Ag3 0-1
```

- Serguei Lébedev - Apollon Viakhirev. Torneig Amateur de totes les Rússies. Sant Petersburg, 1909.

```
1.d4 d5 2.c4 e6 3.Cc3 f5 4.Cf3 c6 5.Ag5 Ae7 6.Axe7 Cxe7 7.e3 Cd7 8.Ae2 Cf6 9.Ce5 0-0 10.0-0 g5 11.f4 h6 12.De1 Rh7 13.fxg5 hxg5 14.Dg3 Rh6 15.Cf3 Ch7 16.Dh3+ Rg7 17.Ce5 Tf6 18.Ad3 Th6 19.Dxh6+ 1-0
```

- Peter Romanovsky - Serguei Lébedev. Torneig Amateur de totes les Rússies. Sant Petersburg, 1909.

```
1.d4 d5 2.c4 Cc6 3.Cf3 Ag4 4.e3 e5 5.Db3 Axf3 6.gxf3 Cf6 7.cxd5 Dxd5 8.Ac4 Dd7 9.Ad2 exd4 10.Axf7+ Dxf7 11.Dxb7 Rd7 12.Dxa8 Cd5 13.exd4 De6+ 14.Rd1 Cb6 15.Db7 Dc4 16.Cc3 Ad6 17.d5 Ca5 18.Dxa7 Ta8 19.Dxa8 Cxa8 20.Tg1 Ae5 21.Rc2 Axc3 22.b3 Dxd5 23.Axc3 Df5+ 24.Rb2 g6 25.Tad1+ Rc8 26.Tge1 Cc6 27.Te3 Cb6 28.a4 Rb7 29.Ted3 Dh5 30.Ra3 Dxh2 31.a5 Cc8 32.b4 Cd6 33.Ra4 Ca7 34.Ad4 Cab5 35.Ae3 De5 36.Tc1 Db2 37.a6+ Rxa6 0-1
```

- Anatoly Chepurnov - Torneig Amateur de totes les Rússies. Sant Petersburg, 1909.

```
1.Cf3 d5 2.b3 c5 3.e3 Cc6 4.d4 Ag4 5.Ae2 e6 6.0-0 Cf6 7.Ab2 Db6 8.Cc3 Axf3 9.gxf3 cxd4 10.Ca4 Dc7 11.Axd4 Ad6 12.Rh1 Cxd4 13.Dxd4 Ae5 14.Ab5+ Rd8 15.Dd2 a6 16.Ae2 b5 17.Tac1 bxa4 18.c4 Db6 19.c5 Dc6 20.e4 Re7 21.Dg5 Ab2 22.e5 h6 23.exf6+ gxf6 24.De3 Axc1 25.Txc1 Tab8 26.Dc3 Tb7 27.b4 Td8 28.a3 d4 29.Dd3 Ta7 30.Rg1 h5 31.Rf1 Dc7 32.Rg2 Df4 33.Tg1 Tg8+ 34.Rh1 Txg1+ 35.Rxg1 Ta8 36.Dd1 h4 37.Rh1 h3 38.Af1 e5 39.Axh3 Th8 40.Rg2 Dg5+ 41.Ag4 f5 42.h3 fxg4 43.fxg4 Dh4 44.Df3 Dxh3+ 45.Dxh3 Txh3 0-1
```

- Serguei Lébedev - Emmanuel Schiffers. 3r Campionat de Mestres de Totes les Rússies. Kíev, 1903.

```
1.d4 d5 2.c4 e5 3.dxe5 d4 4.Cf3 Ab4+ 5.Ad2 Axd2+ 6.Dxd2 c5 7.Ca3 Cc6 8.e3 Ag4 9.Ae2 Ch6 10.exd4 cxd4 11.Td1 0-0 12.Cxd4 Axe2 13.Cxc6 bxc6 14.Dxe2 Da5+ 15.Rf1 Tae8 16.g3 Txe5 17.Dd2 Db6 18.Rg2 c5 19.The1 Txe1 20.Txe1 Db7+ 21.Rg1 Cf5 22.Cb5 a6 23.Df4 Cxg3 24.hxg3 axb5 25.cxb5 Dxb5 26.De5 h6 27.Te4 Td8 28.Te1 Dc4 29.b3 Dc2 30.De2 Dc3 31.De3 Td3 32.De8+ Rh7 33.De5 Dxe5 34.Txe5 Td2 35.a4 Tb2 36.Te3 c4 37.bxc4 Ta2 38.Tc3 Txa4 39.c5 Ta7 40.Rg2 Rg6 41.Rf3 Rf5 42.Re3 Re5 43.Td3 Tc7 44.f4+ Re6 45.Td6+ Re7 46.Rd4 Ta7 47.Tb6 h5 48.Re5 g6 49.Tc6 Rd7 50.Td6+ Re7 51.Tb6 Tc7 52.c6 f6+ 53.Rd5 Rd8 54.Rd6 1-0
```